# خانه حاجی عاطفی
خانه حاجی عاطفی مربوط به دوره قاجار است و در شیراز، خیابان بین الحرمین، کوچه حمام قاضی، پلاک ۱۶ واقع شده و این اثر در تاریخ ۱۰ خرداد ۱۳۸۲ با شمارهٔ ثبت ۸۷۲۲ به‌عنوان یکی از آثار ملی ایران به ثبت رسیده است.